# Minhou

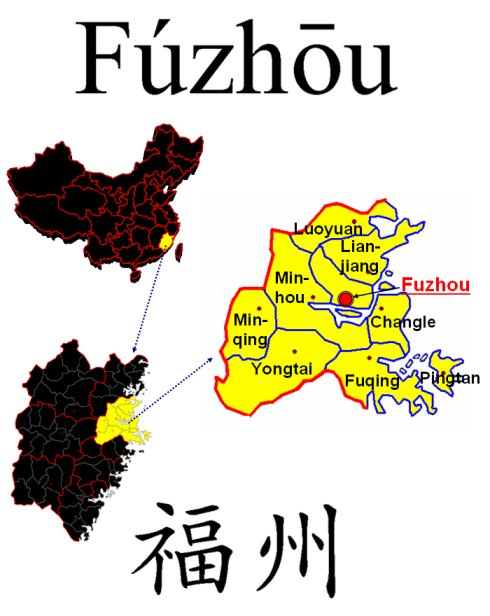
Gliederung der bezirksfreien Stadt Fuzhou

Minhou (chinesisch 閩侯縣 / 闽侯县, Pinyin Mǐnhóu xiàn) ist ein chinesischer Kreis der bezirksfreien Stadt Fuzhou der Provinz Fujian. Er liegt nördlich und südlich der Mündung des Min-Flusses in die Taiwanstraße.
- Fläche: 2.129 km²;
- Einwohner: 988.200 (Stand: 2020)[1];
- Hauptort: Straßenviertel Ganzhe (甘蔗街道).
- Bruttoinlandsprodukt pro Kopf: 14.126 Renminbi

## Ethnische Gliederung der Bevölkerung Minhous (2000)
Der Zensus des Jahres 2000 zählte 580.048 Einwohner Minhous.
| Name des Volkes | Einwohner | Anteil  |
| --------------- | --------- | ------- |
| Han             | 577.638   | 99,58 % |
| She             | 1.306     | 0,23 %  |
| Mandschu        | 193       | 0,03 %  |
| Miao            | 157       | 0,03 %  |
| Zhuang          | 144       | 0,02 %  |
| Dong            | 106       | 0,02 %  |
| Tujia           | 102       | 0,02 %  |
| Hui             | 82        | 0,01 %  |
| Sonstige        | 320       | 0,06 %  |